# Batalla de Pälkäne
La batalla de Pälkäne, també anomenada batalla a Kostianvirta o Batalla al riu Pialkiane es lliurà entre l'exèrcit rus de l'Almirall Fiódor Apraksin i l'exèrcit suec destacat a Finlàndia a les ordres del General Carl Gustaf Armfeldt el 17 d'octubre de 1713, en el marc de la Gran Guerra del Nord. Els russos aconseguiren una victòria tàctica, però el General Armfeldt pogué retirar-se en bon ordre.

## Antecedents
Malgrat l'aclaparadora derrota a Poltava el 1709, Carles XII de Suècia refusà negociar la pau. De fet, Suècia aconseguí desembarcar un exèrcit a Alemanya el 1712 i guanyar la batalla de Gadebusch.
Fins al moment la majoria de les batalles de la guerra es lliuraren fora del cor del territori suec. La coalició anti-sueca decidí forçar Suècia a negociar envaint Suècia en dos fronts, Dinamarca des del sud i Rússia des d'Österland. Tanmateix, l'exèrcit danès fou derrotat en la batalla de Helsingborg i s'abandonà el pla original.
L'exèrcit suec a Finlàndia estava format íntegrament per soldats finlandesos encapçalats pel General Georg Henrik Lybecker, amb escassa popularitat i èxits al llarg de la seva carrera. El seu intent previ de desviar les operacions bèl·liques cap a la zona de Sint Petersburg, el 1708, fou catastròfica per l'exèrcit finlandès. Concretament, hagué d'abandonar la seva cavalleria durant la retirada, fet que tindria conseqüències importants en el futur immediat.
L'abril de 1713, les tropes russes del General Apraksin, amb el tsar Pere el Gran a l'avantguarda es dirigí cap a Finlàndia. Utilitzant una estratègia amfíbia el general Apraksin fixà l'exèrcit finlandès, mentre una part de les seves tropes desembarcà a la rereguarda dels defensors quedant envoltats.
Hèlsinki i Porvoo van caure a principis de maig, a l'agost els russos havien avançat fins a Turku, i el General Lybecker es trobava en retirada constant. La seva incapacitat per defensar Finlàndia comportà que fos substituït pel General Armfeldt.
Armfeldt ocupà una posició fàcilment defensable a l'istme entre els llacs Pälkänevesi i Mallasvesi, a la parròquia de Pälkäne, per defensar la següent ciutat important, Tampere. Desplegà la seva infanteria darrera el riu Kostianvirta que connectava els dos llacs creuant l'istme, donant lloc al nom alternatiu de batalla de Kostianvirta.
Apraksin establí el seu campament a la propera Kantokylä. La bona posició defensiva que dels finlandesos difícilment podia ser superada amb un atac frontal, per això Apraksin repetí la combinació d'operacions terrestres i amfíbia que tant d'èxit va tenir en la primera part de la campanya.

## Batalla
Apraksin planejà distreure els finlandesos amb un atac frontal, mentre  Mikhail Galitzine desembarcava darrere les línies sueques creuant el llac Mallasvesi la matinada del 6 d'octubre. A l'alba els russos foren vistos pels finesos, que es prepararen per a la batalla.
La primera onada de desembarcament prengué terra a l'oest de la línia principal d'Apraksin. La cavalleria finlandesa encara estava als seus quarters al voltant del poble de Mälkilä, però Armfeldt fou capaç de mobilitzar-la per la batalla. La seva intenció era que unitats de cavalleria desmuntada hostilitzessin i desordenessin les forces russes, i on cop aconseguit això la cavalleria havia d'atacar el flanc. Tanmateix, a causa de la lenta reacció dels defensors els russos pogueren consolidar el cap de platja i fent inviables els plans finlandesos
A l'est, Apraksin intentà creuar el canal, utilitzant rais improvisats, en tres grups amb el suport de l'artilleria. Això no obstant, la infanteria finlandesa pogué rebutjar els assaltants. Apraksin continuà pressionant, realitzant diversos atacs, incloent-hi un on la cavalleria russa intentà creuar els llacs per flanquejar la infanteria finlandesa, però no va tenir èxit.
Mentre la situació s'estancà a l'est, el cap de platja occidental rus rebé reforços d'infanteria addicional. Armfeldt contraatacà amb les seves reserves d'infanteria, i en un primer moment va tenir èxit, però el pobre paper de la cavalleria finlandesa i l'arribada de més reforços russos obligà a retrocedir; la cavalleria es retirà en desordre.
Amb el flanc dret retrocedint en desordre, el centre i el flanc esquerre finlandès es veié amenaçat per les tropes de Galitzine. La infanteria finesa situada a l'est era reticent a retirar-se, però Armfeldt s'adonà que era arriscat mantenir posicions i començà a retirar-se. Hostilitzats per la cavalleria russa, els finlandesos hagueren d'abandonar gran part de la seva artilleria

## Conseqüències
L'exèrcit finlandès patí una derrota, i el paper de la seva cavalleria fou clarament decebedor. No obstant això, sobrevisqué a l'enfrontament i es pogué reagrupar i reorganitzar. Armfeldt i Galitzine s'enfrontaren altre cop a la batalla de Storkyro el febrer de l'any següent.